# Värnamo köping
Denna artikel handlar om den tidigare kommunen Värnamo köping. För orten se Värnamo, för dagens kommun, se Värnamo kommun.
Värnamo köping var en kommun i Jönköpings län.

## Administrativ historik
Orten Värnamo blev 1620 lydköping under Jönköpings stad och sedan friköping den 22 juli 1859, vilket fastställdes i kungligt reglemente den 27 januari 1860. När 1862 års kommunalförordningar trädde i kraft den 1 januari 1863 inrättades i Värnamo socken Värnamo landskommun i vilken köpingen kom att ingå, retroaktivt kallad municipalköping. Från 1871 erhöll Värnamo köping rätt att utgöra särskild kommun och kommunalstadgar upprättades för Värnamo köping. 31 oktober 1920 ombildades köpingen till Värnamo stad.
Köpingen hörde till Värnamo församling.

## Köpingsvapen
Värnamo köping förde inte något vapen.